# Ophrys fuciflora biancae
L'ofride di Bianca (Ophrys fuciflora subsp. biancae (Tod.) Faurh., 2006) è una pianta della famiglia delle Orchidacee, endemica della Sicilia.

## Descrizione
È una pianta erbacea geofita bulbosa, alta 10–15 cm. Ha sembianze in comune con Ophrys oxyrrhynchos e Ophrys tenthredinifera e secondo alcuni potrebbe aver avuto origine da un'ibridazione naturale tra le due specie.

La infiorescenza contiene da 4 a 10 fiori piccoli, con sepali bianco-rosati, talora con sfumature verdi e petali triangolari, in genere dello stesso colore dei sepali oppure giallastri. Il labello è trapezoidale, chiaro e villoso al margine, rosso-brunastro al centro, ove è presente una piccola macchia lucida grigio-violacea, a forma di H o di farfalla, con un margine chiaro; l'appendice apicale è grande, giallo-verdastra, romboidale o tridentata, curva verso l'alto. Il ginostemio, lungo 5–6 mm, ha un rostro acuto.
Fiorisce in marzo-aprile.

## Distribuzione e habitat
È una sottospecie endemica della Sicilia, diffusa sia nella Sicilia orientale che in quella occidentale.
Cresce fino a 700 m di altitudine, predilige praterie e garighe con suoli calcarei.

## Tassonomia
Questa entità è stata descritta per la prima volta  sotto il nome di Ophrys discors dal botanico avolese Giuseppe Bianca (1801-1883),  il quale comunicò la scoperta ad Agostino Todaro (1818-1892), direttore dell'Orto botanico di Palermo, e al botanico napoletano Giovanni Gussone (1787-1866). Nel 1845 Gussone pubblicò una "Flora sicula" e riportò questa entità come Ophrys discors, accompagnandola con la breve descrizione di Bianca. Nel 1847 Todaro inserì la specie nella sua opera sulle orchidee siciliane "Orchideae siculae sive enumeratio Orchidearum in Sicilia hucusque detectarum", descrivendola dettagliatamente sotto il nome di Aracnites biancae, da cui è derivata la successiva denominazione Ophrys biancae.

Successivamente è stata classificata come sottospecie di Ophrys oxyrrhynchos (Ophrys oxyrrhynchos subsp. biancae).
Attualmente è riconosciuta come sottospecie di Ophrys fuciflora.

### Ibridi
- Ophrys × toussaintiana P.Delforge, 1988 (Ophrys lunulata × O. fuciflora biancae)